# Хагба, Кесоу
Кесоу Золотинскович Хагба — абхазский политик.

## Биография
Родился в 1950 году в селе Дурипш Гудаутского района.
Представитель президента Абхазии на Украине с 1992 по 1995 год.
С 1995 по 1999 год был министром культуры, а с 2000 по 2004 год — депутатом Народного собрания Абхазии.
Соучредитель газеты «Новый день».
Народный артист Республики Абхазия (2022). Снимался в эпизодических ролях в кино.